# Yuka Komatsu (himalaistka)
Yuka Komatsu (jap. 小松由佳 Komatsu Yuka; ur. 22 września 1982 w Akicie) – japońska himalaistka.

## Życiorys
W 2004 roku, na czwartym roku studiów, poprowadziła wyprawę i zdobyła dziewiczy szczyt o wysokości 6300 m w łańcuchu górskim Pamir. W 2005 roku ukończyła studia na wydziale historycznym uniwersytetu Tokai.
1 sierpnia 2006 jako ósma kobieta na świecie dokonała wejścia na szczyt K2. Komatsu jest również pierwszą kobietą, która na szczyt weszła tzw. drogą Cesena.